# Muay-thaï aux Jeux européens de 2023
Les épreuves de muay-thaï aux Jeux européens de 2023 se déroulent  organisée à la Myślenice Arena, en Pologne. Les dix épreuves au programme sont disputées du 23 au 27 juin 2023.
Huit athlètes sont sélectionnés pour chaque catégorie : les quotas nationaux sont attribués d'abord à la suite des titres gagnés aux championnats d'Europe seniors IFMA 2022 (
13-20 février 2022), puis le meilleur européen classé aux Championnats du monde seniors IFMA 2022  (26 mai-4 juin 2022 à Abu Dhabi), puis chaque champion du monde WMC 2022/2023 s'il appartient à un CNO européen, puis le meilleur européen classé aux jeux mondiaux de 2022, puis chaque champion d'Europe WMC 2022/2023 puis enfin le classement IFMA EG 2023. Le pays hôte est garanti d'une place ainsi qu'une invitation disponible pour un pays non représenté.

## Médaillés

### Hommes
| Épreuve                | Or                        | Argent                           | Bronze                    |
| ---------------------- | ------------------------- | -------------------------------- | ------------------------- |
| Super-légers (-60 kg)  | Gianny De Leu (BEL)       | Sercan Koç (TUR)                 | Vladyslav Mykytas (UKR)   |
| Super-légers (-60 kg)  | Gianny De Leu (BEL)       | Sercan Koç (TUR)                 | Narek Khachikyan (ARM)    |
| Welters (-67 kg)       | Igor Liubchenko (UKR)     | Oskar Siegert (POL)              | Sven Linus Bylander (SWE) |
| Welters (-67 kg)       | Igor Liubchenko (UKR)     | Oskar Siegert (POL)              | Khayal Aliyev (AZE)       |
| Super-welters (-71 kg) | Oleksandr Yefimenko (UKR) | Gonçalo Noite (POR)              | Messie Kubila (FRA)       |
| Super-welters (-71 kg) | Oleksandr Yefimenko (UKR) | Gonçalo Noite (POR)              | Jakub Rajewski (POL)      |
| Mi-lourds (-81 kg)     | Artiom Livadari (MDA)     | Yehor Skurikhin (UKR)            | Ondrej Malina (CZE)       |
| Mi-lourds (-81 kg)     | Artiom Livadari (MDA)     | Yehor Skurikhin (UKR)            | Enis Yunusoğlu (TUR)      |
| Lourds (-91 kg)        | Oleh Pryimachov (UKR)     | Enrico Pellegrino Pellegri (ITA) | Jakub Klauda (CZE)        |
| Lourds (-91 kg)        | Oleh Pryimachov (UKR)     | Enrico Pellegrino Pellegri (ITA) | Kyriakos Bakirtzis (GRE)  |

### Femmes
| Épreuve                 | Or                           | Argent                 | Bronze                          |
| ----------------------- | ---------------------------- | ---------------------- | ------------------------------- |
| Mouches (-51 kg)        | Gülistan Turan (TUR)         | Roksana Dargiel (POL)  | Anastasiia Mykhailenko (UKR)    |
| Mouches (-51 kg)        | Gülistan Turan (TUR)         | Roksana Dargiel (POL)  | Myriame Djedidi (FRA)           |
| Coqs (-54 kg)           | Martyna Kierczyńska (POL)    | Axana Depypere (BEL)   | Ezgi Keleş (TUR)                |
| Coqs (-54 kg)           | Martyna Kierczyńska (POL)    | Axana Depypere (BEL)   | Elene Loladze (GEO)             |
| Plumes (-57 kg)         | Patricia Nathal Axling (SWE) | Matilde Maria Ro (POR) | Aysu Devrishova (AZE)           |
| Plumes (-57 kg)         | Patricia Nathal Axling (SWE) | Matilde Maria Ro (POR) | Miina Sirkeoja (FIN)            |
| Légers (-60 kg)         | Astrid Johanna Grents (EST)  | Kübra Kocakuş (TUR)    | Sarah Piccirillo (BEL)          |
| Légers (-60 kg)         | Astrid Johanna Grents (EST)  | Kübra Kocakuş (TUR)    | Dominika Filec (POL)            |
| Super-légers (-63,5 kg) | Bediha Tacyıldız (TUR)       | Tereza Štechová (CZE)  | Emili Rzayeva (AZE)             |
| Super-légers (-63,5 kg) | Bediha Tacyıldız (TUR)       | Tereza Štechová (CZE)  | Chonlathorn Mingsupphakun (FIN) |

## Tableau des médailles
- Pays organisateur (Pologne)

| Rang  | Nation      | Or | Argent | Bronze | Total |
| ----- | ----------- | -- | ------ | ------ | ----- |
| 1     | Ukraine     | 3  | 1      | 2      | 5     |
| 2     | Turquie     | 2  | 2      | 2      | 6     |
| 3     | Pologne     | 1  | 2      | 2      | 5     |
| 4     | Belgique    | 1  | 1      | 1      | 3     |
| 5     | Suède       | 1  | 0      | 1      | 2     |
| 6     | Estonie     | 1  | 0      | 0      | 1     |
| 6     | Moldavie    | 1  | 0      | 0      | 1     |
| 8     | Portugal    | 0  | 2      | 0      | 2     |
| 9     | Tchéquie    | 0  | 1      | 2      | 3     |
| 10    | Italie      | 0  | 1      | 0      | 1     |
| 11    | Azerbaïdjan | 0  | 0      | 3      | 3     |
| 12    | Finlande    | 0  | 0      | 2      | 2     |
| 12    | France      | 0  | 0      | 2      | 2     |
| 14    | Arménie     | 0  | 0      | 1      | 1     |
| 14    | Géorgie     | 0  | 0      | 1      | 1     |
| 14    | Grèce       | 0  | 0      | 1      | 1     |
| Total | Total       | 10 | 10     | 20     | 40    |